# Jan ze Szczekocin (zm. 1433)
Jan ze Szczekocin, znany także jako Jan Szczekocki, Jan Szczekociński, Jan z Dębna i Jan Dębiński (ur. ok. 1370, zm. 1433) – kasztelan zawichojski w latach 1407–1409, kasztelan wiślicki (1409–1410), kasztelan lubelski (1410–1433).

## Życiorys

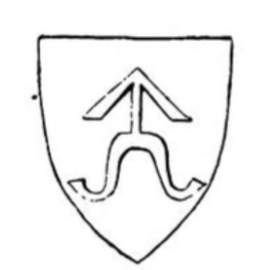
Wizerunek Odrowąża z pieczęci Jana ze Szczekocin z 1419 roku.

Pochodził z możnego rodu Odrowążów, jego ojciec, także kasztelan lubelski był właścicielem wsi Wojciechów koło Nałęczowa. W końcu XIV wieku, po zdobyciu przez Władysława Jagiełły zamku w Olsztynie (lub później, w 1406) został ustanowiony starostą olsztyńskim. Od 1409 pełnił urząd kasztelana wiślickiego, od 1410 lubelskiego, a w latach 1415-1419 starosty generalnego Wielkopolski.
W 1410 podczas wielkiej wojny z zakonem krzyżackim był dowódcą oddziałów osłonowych na południowej granicy Polski. Wtargnęły tam wówczas wojska węgierskie króla Zygmunta Luksemburczyka, dowodzone przez Ścibora ze Ściborzyc (Polaka, wojewodę siedmiogrodzkiego), które złupiły ziemię sądecką (w tym Stary Sącz), ale w drodze powrotnej zostały rozgromione przez Jana ze Szczekocin już na terytorium węgierskim, pod Bardiowem.
W roku 1413 reprezentował ród Odrowążów przy akcie unii horodelskiej, którą podpisał, przyjmując do herbu Odrowąż litewskiego bojara, Wyszegerda. Był również sygnatariuszem pokoju mełneńskiego w 1422 roku.
Jan posiadał Szczekociny, sołectwo Bonowice, a także wsie: Kazimierza Wielka, Maszki, Małachów, Grabiec i Lusina.

### Życie prywatne
Był synem Piotra z Dębna herbu Odrowąż i Kenny z Dembna herbu Dąbrowa, miał dwójkę rodzeństwa, Kennę i Piotra. Około roku 1390 wziął ślub z Offką Eufemią Lanckorońską herbu Zadora, miał z nią trójkę dzieci; Jana, Piotra i Dobiesława.